# La biblioteca dei morti
La biblioteca dei morti è il romanzo d'esordio di Glenn Cooper, pubblicato per la prima volta nel 2009 sia negli Stati Uniti ed in Gran Bretagna che in Italia. Il libro ha dato origine ad una saga che comprende quattro romanzi. 

## Trama
New York. Il noto detective dell'F.B.I., Will Piper, prossimo alla pensione e la giovane collega Nancy Lipinski sono sulle tracce del serial killer soprannominato Doomsday (Giorno del Giudizio). Caratteristica di questo pluriomicida è quella di inviare alle sue vittime una cartolina in cui indica il giorno in cui esse moriranno, fatto che poi si verifica puntualmente.
Le indagini portano Piper a Las Vegas, città in cui vive Mark Shackleton, suo compagno di stanza ai tempi del college e ora impiegato come tecnico informatico presso la segretissima base militare nota come Area 51.
Shackleton, messo alle strette da Piper, confessa che dietro agli omicidi di Doomsday c'è proprio lui, anche se di fatto non ha mai ucciso nessuno. Shackleton racconta che nascosta nell'Area 51 si trova un'immensa biblioteca composta da volumi redatti in epoca medievale e trovati nascosti poco dopo la fine della seconda guerra mondiale in una cripta sull'Isola di Wight. In ciascuno di questi misteriosi tomi sono elencate le date di nascita e di morte di tutti gli esseri umani, anche di quelli che devono ancora nascere e morire. Shackleton non ha fatto altro che copiare su una chiavetta USB artigianale questo elenco e vendere queste informazioni a una compagnia di assicurazioni sulla vita per potersi arricchire. L'idea di inventare il personaggio di Doomsday gli era poi venuta proprio per mettere in difficoltà lo stesso detective Piper, a cui non aveva ancora perdonato alcune incomprensioni sorte all'epoca del college.
Shackleton, ferito in una sparatoria per aver sottratto un segreto di tale importanza al governo americano, finisce cerebroleso. Piper, per evitare di essere ucciso, copia il misterioso elenco e lo nasconde, minacciando la CIA di far venire allo scoperto tutta la vicenda se lui o qualcuno dei suoi cari dovesse subire misteriosi incidenti.
Il detective Piper può quindi godersi la pensione e la storia d'amore nata con Nancy Lipinski durante le indagini, pur ignorando un aspetto inquietante della segretissima biblioteca: l'ultimo volume di cui è composta la raccolta presenta come data di morte di tutte le persone il 9 febbraio 2027, con accanto la dicitura in latino Finis dierum (la fine dei giorni). Che sia quella la data del giorno del giudizio?.

## Scansione temporale della storia
Benché la storia principale si svolga tra il 21 maggio ed il 1º agosto 2009, essa è inframmezzata da frequenti analessi che spostano l'azione nel tempo e nello spazio:
- Nell'VIII sec. all'abbazia di Vectis, dove improvvisamente un bambino con apparenti problemi mentali (Octavus, settimo figlio di un settimo figlio, nato il 7/7/777, riferimenti ritenuti nefasti) inizia a scrivere un elenco di nomi e date di nascita o morte. L'abate, due monaci e la priora, stupiti dal prodigio, decidono di fondare in seno all'abbazia un ordine segreto per custodire e tramandare l'opera, che ritengono miracolosa, costruendo uno scriptorium con annessa biblioteca sotterranei, a poca distanza dall'abbazia.
- Nel 1297, sempre a Vectis, dove i discendenti di Octavus (che ormai sono più di 150) improvvisamente si suicidano contemporaneamente, dopo aver scritto tutti la stessa frase: "Finis dierum", fine dei giorni. Nei secoli trascorsi, essi hanno creato un'incredibile biblioteca con più di 700.000 volumi, contenente le date di nascita e morte di tutti gli uomini vissuti o che vivranno sulla terra dal 782 al 9 febbraio 2027. L'abate decide di sigillare la biblioteca, distruggendo la cappella che ne celava l'ingresso, ritenendo che l'umanità non fosse ancora pronta a conoscere questo segreto e lasciando ai posteri l'incombenza della decisione.
- Nel 1947 a Londra e Washington dove Winston Churchill ed Harry Truman devono decidere cosa fare dell'incredibile scoperta fatta da alcuni archeologi inglesi sull'isola di Wight: un'incredibile biblioteca contenente miliardi di nomi e date, la cui pubblicazione potrebbe modificare il corso della storia ed avere conseguenze impensabili per il futuro dell'umanità. Viene quindi presa la decisione di nasconderli in una base supersegreta denominata Area 51, nel deserto del Nevada, facendo contemporaneamente trapelare indiscrezioni secondo cui nell'area si studino UFO ed alieni caduti sulla Terra.
- Vi sono altri flashback relativi agli anni precedenti di Will e Mark, il quale, tra l'altro, vive una vita parallela col nome di Peter Benedict, identità con la quale cerca di sfondare nel mondo degli sceneggiatori hollywoodiani, ma con scarso successo.

## Edizioni
- Glenn Cooper, La biblioteca dei morti, traduzione di Gian Paolo Gasperi, Editrice Nord, 2009,  p. 439, ISBN 978-88-429-1606-2.
- Glenn Cooper, La biblioteca dei morti, traduzione di Gian Paolo Gasperi, "I grandi" TEA, 2010,  pp. 439, ISBN 978-88-502-2245-2.